# Hille von Seggern
Hille von Seggern (* 1945 in Oldenburg) ist eine deutsche Architektin, Freiraum- und Stadtplanerin sowie ehemalige Hochschullehrerin. Zusammen mit ihrem langjährigen Partner Timm Ohrt ist sie seit 1998 auch künstlerisch tätig und gründete 2019 die Stiftung AlltagForschungKunst.

## Werdegang
Hille von Seggern absolvierte ab 1965 in Braunschweig und Darmstadt ein Architekturstudium, das sie 1972 mit dem Diplom abschloss. Nach wissenschaftlicher Mitarbeit bei der Fachgruppe Stadt der TU Darmstadt und freier Büromitarbeit arbeitete sie ab 1974 als freiberufliche Architektin.
Bei Thomas Sieverts und Manfred Teschner an der TU Darmstadt promovierte sie 1982 mit einer Arbeit zur alltäglichen, wohnungsbezogenen Freiraumnutzung zur Dr. Ing. Zwischen 1979 und 1981 gründete sie mit Timm Ohrt das Hamburger Büro Ohrt-von Seggern Partner, Architektur-Städtebau-Stadtforschung, das sich auf urbane Freiräume, Verkehrsräume und Raumforschung spezialisierte und bis 2012 aktiv war.  Seit 1998 konzentrieren sie sich auf Kunstprojekte.
2005 ans Institut für Freiraumentwicklung der Universität Hannover berufen, lehrte und forschte Hille von Seggern dort bis zu ihrer Emeritierung im Jahr 2008 als Professorin für Freiraumplanung, Entwerfen und urbane Entwicklung. Zusammen mit Julia Werner gründete sie 2005 das „Studio Urbane Landschaften“, das sich als interdisziplinäre Denkfabrik für Lehre, Forschung und Praxis versteht.
Hille von Seggern ist Mitglied der Architektenkammer Hamburg, seit 1993 in der Deutschen Akademie für Städtebau und Landesplanung in diversen Beiräten und Jurys. In den Jahren 1989 bis 1993 engagierte sie sich als Bundesvorsitzende der Vereinigung für Stadt-, Regional- und Landesplanung (SRL), deren langjähriges Mitglied sie ist. 2019 gründete sie zusammen mit Ohrt die Stiftung AlltagForschungKunst. Diese fördert Projekte, deren wissenschaftliches und künstlerisches Handeln Impulse für nachhaltiges Zusammenleben setzen.

## Auszeichnungen
- 1986 Förderpreis Fritz Schumacher, Hamburg[2]

## Publikationen (Auswahl)
- mit Hans-Joachim Krause, Timm Ohrt: Kinder in der inneren Stadt: auf Straßen und Plätzen; zum Einfluss der sozialen und städtebaulichen Umwelt auf die Lebensverhältnisse und Sozialisationsbedingungen von Kindern in innerstädtischen Gebieten. Landesplanungsamt, Hamburg 1977.
- Alltägliche Benutzung wohnungsbezogener Freiräume in Wohnsiedlungen am Stadtrand. (Dissertation TU Darmstadt 1981). Darmstadt 1982.
- Bundesministerium für Raumordnung, Bauwesen und Städtebau (Hrsg.): Frauengerechte Stadtplanung – ein Beitrag zu einer „gender-sensitive“ Planung der Stadt. (= Schriftenreihe „Forschung“ des Bundesministeriums für Raumordnung, Bauwesen und Städtebau. Nr. 498). Bonn 1996.
- mit Antje Havemann: Die Atmosphäre des Ernst-August-Platzes in Hannover. Beobachtungen und Experimente im öffentlichen Raum. Institut für Freiraumentwicklung und Planungsbezogene Soziologie, Hannover 2004, ISBN 978-3-923517-61-9.